# چاقان ایرماک
چاقان ایرماک (ترکی استانبولی: Çağan Irmak؛ زادهٔ ۴ آوریل ۱۹۷۰) فیلم‌ساز و کارگردان اهل ترکیه است. وی از سال ۱۹۹۲ میلادی تاکنون مشغول فعالیت بوده‌است.